# Алабандин
Алабандин (англ. alabandite) или Ма́рганцевый блеск (калька с нем. Manganglanz), иногда марганцо́вый блеск (устар.), также ма́рганцевая обманка или блюменбахи́т — относительно редкий рудный минерал марганца из класса сульфидов. Назван по месторождению Алабанда в Малой Азии. Вплоть до начала XX века минерал имел промежуточный статус; по совокупности внешних признаков его относили то к блескам, то к обманкам, откуда и происходят разные названия.

## Свойства
Представляет собой сульфид марганца(II) — αMnS. Нормативный состав: Mn — 67-70 %, S — 33-30 %. Имеет разновидность железистого алабандина в условиях избытка железа относительно нормативного состава. Содержит примеси германия и галлия. На Высокогорном месторождении в Якутии кроме этих металлов содержит примеси: индия (до 300 г/т), олова, серебра, свинца, цинка, меди, редко золота.
Алабандин образует мелкие агрегаты, а также мелкие, крупные и гигантские кристаллы (до 5 — 7 см в поперечнике, месторождение Высокогорное в Якутии). Сингония кубическая. Габитус кристаллов кубический, октаэдрический, гексаоктаэдрический. Двойникование по {011}. Спайность кристаллов совершенная по {001}. Цвет минерала варьирует от чёрного, до буровато-чёрного. Блеск полуметаллический. Твёрдость варьирует в пределах 3,5 — 4,0. Удельный вес 4,1. Алабандин обладает слабо магнитными свойствами. В сульфидную группу блесков минерал был включён относительно поздно, после 1843 года, по результатам структурных исследований Берцелиуса в области химии минералов.:350

## Генезис
Встречается преимущественно в составе минеральных примесей в гидротермальных полисульфидных месторождениях свинца, цинка, олова, реже в медных, золоторудных месторождениях. Находится, чаще всего, в парагенезисе с галенитом, сфалеритом, касситеритом, пирротином. Исключительно редко образует скопления практически мономинеральных алабандиновых руд в составе гидротермальных жил мощностью от 0,05 до 2,0 м и протяжённостью первые сотни метров (м-е Высокогорное в Якутии). Редко встречается в составе метаморфизованных марганцевых руд.
Может использоваться как минерал марганца.

## Месторождения
Высокогорное в Якутии. Мировых аналогов собственно алабандиновых руд не известно. Месторождение не разведано. Ресурсы практически мономинеральных алабандиновых руд в жилах и жильных зонах на площади около 16 км². составляют около 3 млн т. Вертикальный размах оруденения в естественных выходах в пределах рудного поля достигает 400 м. Средние содержания марганца в рудах варьируют в пределах 39 — 56 %.